# اتومبیلی پینینفارینا
اتومبیلی پینینفارینا GmbH (به انگلیسی: Automobili Pininfarina GmbH) یک تولیدکننده خودروهای الکتریکی لوکس (EV) است که دفتر مرکزی آن در مونیخ، آلمان قرار دارد و ریشه در شرکت طراحی خودرو ایتالیایی و سازنده اتوبوس پینینفارینا SpA دارد. این شرکت همچنین دارای یک مرکز طراحی و مکان‌های اداری در تورین ایتالیا است. نخستین خودروی آن، ابرخودروی باتیستا (به نام بنیانگذار پینینفارینا SpA، باتیستا فارینا) از سال ۲۰۲۱ تولید شده است. در پبل بیچ کانکورز دلیگانس ۲۰۱۸ معرفی شد و ۱۵۰ دستگاه برای تولید برنامه‌ریزی شده است.

## تاریخچه
در ۱۴ دسامبر ۲۰۱۵، گروه ماهیندرا پینینفارینا SpA را خریداری کرد و حقوق نام خود را به گروه ماهیندرا اعطا کرد. در ۲۷ فوریه ۲۰۱۸، Autocar India گزارش داد که مایکل پرشکه، مدیر سابق آئودی هند، سرپرستی پروژه جدید ماشین الکتریکی ماهیندرا و ماهیندرا Ltd. بعداً تأیید شد که این پروژه اتومبیلی پینینفارینا است، زمانی که ماهیندرا و ماهیندرا Ltd. راه‌اندازی اتومبیلی پینینفارینا را در Rome ePrix 2018، یک مسابقه اتومبیل‌رانی الکتریکی فرمول E، در ۱۳ آوریل ۲۰۱۸ اعلام کرد. در اینجا بود که پائولو پینینفارینا، رئیس شرکت پینینفارینا SpA، فاش کرد که «این پروژه به من و خانواده‌ام کمک کرد تا رؤیای پدربزرگم را برای دیدن اتومبیل‌های نوآورانه برجسته تنها با نام تجاری پینینفارینا در جاده‌ها محقق کنیم.» رئیس و مدیر عامل ماهیندرا و ماهیندرا با مسئولیت محدود ، آناند ماهیندرا بعداً اظهار داشت که «پینینفارینا یک داستان جهنمی است. اما یک داستان ناتمام است. ماهیندرا به پینینفارینا کمک می‌کند تا این داستان را تمام کند و رؤیای داشتن یک ماشین با نشان «پینینفارینا» را در سر می‌پروراند.»
اتومبیلی پینینفارینا پیوستن Luca Borgogno از پینینفارینا SpA را به عنوان مدیر طراحی خود در ۱۸ آوریل ۲۰۱۸ تأیید کرد.در همان زمان، اعلام شد که اتومبیلی پینینفارینا نخستین خودروی لوکس با نام تجاری پینینفارینا را از سال ۲۰۲۰ تولید خواهد کرد
در ۲۸ سپتامبر ۲۰۱۸، اتومبیلی پینینفارینا راننده فرمول E ، نیک هایدفلد را به عنوان راننده توسعه و سفیر برند معرفی کرد. همچنین شراکت فنی خود را با استارتاپ خودروهای برقی کرواسی ریماک اعلام کرد که سیستم انتقال قدرت الکتریکی و فناوری باتری باتیستا را تأمین خواهد کرد.
در ۲۷ نوامبر ۲۰۱۸، اتومبیلی پینینفارینا اعلام کرد که بیش از ۲۰ میلیون یورو در پینینفارینا SpA برای خدمات خود همراه با فلسفه طراحی جدید "PURA" خود که نوید تعادل بین طراحی و مهندسی را می‌دهد، سرمایه‌گذاری کرده است.
در نمایشگاه خودروی ژنو ۲۰۱۹، ابرخودروی باتیستا برای نخستین بار در معرض دید عموم قرار گرفت. در همان سال در سطح جهانی راه اندازی شده است.

## مدل‌ها

### باتیستا

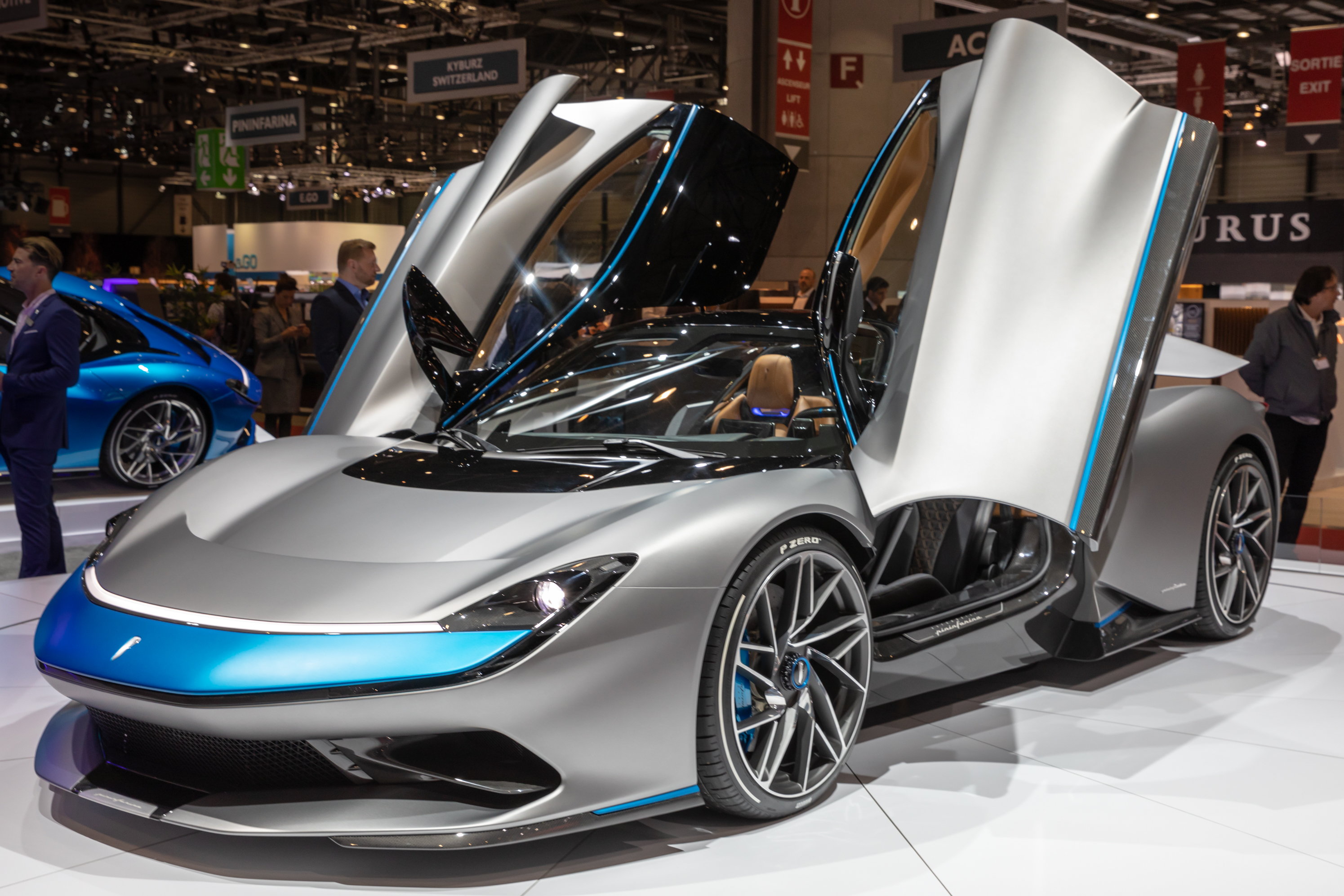
باتیستا در نمایشگاه خودرو ژنو ۲۰۱۹

باتیستا که در ابتدا با نام PF0 معرفی شد، نخستین ابرخودروی الکتریکی لوکس با عملکرد بالا با برند پینینفارینا است. این موتور توسط یک بسته باتری ۱۲۰ کیلووات ساعتی T شکل ریماک تأمین می‌شود و دارای چهار موتور غیر سنکرون روی هر چرخ است. این خودرو بر روی شاسی مونوکوک فیبر کربنی و پنل‌های بدنه فیبر کربنی ساخته شده است تا وزن را پایین نگه دارد. تنها ۱۵۰ دستگاه با قیمت کمتر از ۲ یورو ساخته خواهد شد میلیون به گفته سازنده به گفته اتومبیلی پینینفارینا، باتیستا دارای توان خروجی ۱٬۴۰۰ کیلووات (۱٬۹۰۳ اسب بخار متری؛ ۱٬۸۷۷ اسب بخار) است، دارای حداکثر سرعت بیش از ۲۱۷ مایل بر ساعت (۳۴۹ کیلومتر بر ساعت) است، می‌تواند از ۰–۱۰۰ کیلومتر بر ساعت (۰–۶۲ مایل بر ساعت) شتاب بگیرد در کمتر از ۲ ثانیه و ۰–۳۰۰ کیلومتر بر ساعت (۰–۱۸۶ مایل بر ساعت) در کمتر از ۱۲ ثانیه. محدوده به ۵۰۰ می‌رسد کیلومتر با یک بار شارژ و هایپرکار را می‌توان از ۲۰ تا ۸۰ درصد حالت شارژ در کمتر از ۲۵ دقیقه شارژ کرد.